# أحمد عبد القادر الترمانيني
أحمد عبد القادر الترمانيني هو لواء سوري، عملَ طيارًا في سلاح الجو السوري، وخاض عدة معارك في حرب 1973، ولكن في 27 تموز 1976 رَفض أوامر حافظ الأسد بقصفِ مخيم تل الزعتر الفلسطيني في لبنان، وانشقَ عن سلاح الجو السوري، حيثُ هبط بطائرته ميغ-21 في العراق وأصبح جزءًا من سلاح الجو العراقي، ثم حكمت عليه السلطات السورية بالإعدام غيابيًا، وعمل مدربًا للطيارين في العراق ورفعَ إلى رُتبة لواء عام 2001.

## حياته
ولدَ أحمد عام 1951 في قرية ترمانين في حلب، وتخرجَ من كلية القوة الجوية السورية. مُتزوج ولديه ولدين وبنتين.
بعد لجوئه للعراق التحقَ بسلاح الجو العراقي حيثُ تدرج فيها بالرتبِ وصولًا لرتبة لواء، وعمل قائدًا لرف مقاتلات في قاعدة الرشيد الجوية في بغداد عام 1976، ومعاون قائد السرب 17 في قاعدة الرشيد الجوية، كما إلتحق بكلية الأركان العراقية، وبعد تخرجه برتبة رائد طيار ركن، شغلَ منصب ضابط ركن الحركات في قاعدة الرشيد الجوية، كما عمل مدرسًا فيها حتى عام 1988.
إلتحق أحمد أيضًا بمدرسة مُعلِّمي الطيران العراقية وتخرج منها وعمل مُدَرِّبًا في الأسراب العراقية، وعمل أيضًا معاوِن قائد في جناح التدريس في كلية القوة الجوية العراقية حتى عام 1986، وشغل منصب ضابط ركن في مديرية التدريب الجوي العراقية. بعد عام 1991 شغلَ أحمد مناصب ضابط ركن في القواعد الجوية ومستشارًا جويًا في القيادة العامة.
بعد غزو العراق عام 2003، عُرضت عليه عملٌ في الجيش العراقي الجديد، ولكنه رفضَ أن يُشارك في جيش بقيادةٍ أمريكية، فاعتقلته القوات الأمريكية لمدة أربعة أشهر، وبعد الإفراج عنه تلقى تهديداتٍ عديدة من كتائب بدر وجيش المهدي، فظل حبيس بيته أو بيوت أصدقائه حتى اختطافه.

## مقتله
في 21 ديسمبر 2006 اختُطف من منزله في بغداد وعثر عليهَ مقتولًا بعد ذلك بيومين، حيثُ تم التعرف عليه في أحد زوايا بغداد، وأكدت المصادر أن المسؤول عن اختطافه هو التنظيم العراقي الشيعي جيش المهدي.